# 4-(2-カルボキシフェニル)-2-オキソブタ-3-エン酸アルドラーゼ
4-(2-カルボキシフェニル)-2-オキソブタ-3-エン酸アルドラーゼ(4-(2-carboxyphenyl)-2-oxobut-3-enoate aldolase、EC 4.1.2.34)、以下の化学反応を触媒する酵素である。
(3Z)-4-(2-カルボキシフェニル)-2-オキソブタ-3-エン酸 + H2O{\displaystyle \rightleftharpoons }2-ホルミル安息香酸 + ピルビン酸
従って、この酵素の基質は(3Z)-4-(2-カルボキシフェニル)-2-オキソブタ-3-エン酸と水の2つ、生成物は2-ホルミル安息香酸とピルビン酸の2つである。
この酵素はリアーゼ、特に炭素-炭素結合を切断するアルデヒドリアーゼに分類される。系統名は、(3Z)-4-(2-カルボキシフェニル)-2-オキソブタ-3-エン酸 2-ホルミル安息香酸リアーゼ (ピルビン酸形成)((3Z)-4-(2-carboxyphenyl)-2-oxobut-3-enoate 2-formylbenzoate-lyase (pyruvate-forming))である。他に、2'-carboxybenzalpyruvate aldolase、(3E)-4-(2-carboxyphenyl)-2-oxobut-3-enoate、2-carboxybenzaldehyde-lyase、(3Z)-4-(2-carboxyphenyl)-2-oxobut-3-enoate 2-formylbenzoate-lyase等とも呼ばれる。この酵素は、ナフタレン及びアントラセンの代謝に関与している。